# Талихтенберг
Талихтенберг (њем. Thallichtenberg) општина је у њемачкој савезној држави Рајна-Палатинат. Једно је од 98 општинских средишта округа Кузел. Према процјени из 2010. у општини је живјело 578 становника. Посједује регионалну шифру (AGS) 7336097.

## Географски и демографски подаци
Талихтенберг се налази у савезној држави Рајна-Палатинат у округу Кузел. Општина се налази на надморској висини од 287 метара. Површина општине износи 5,7 km². У самом мјесту је, према процјени из 2010. године, живјело 578 становника. Просјечна густина становништва износи 101 становника/km².